# Zalaszabar, Zala
Zalaszabar  este un sat în districtul Nagykanizsa, județul Zala, Ungaria, având o populație de 570 de locuitori (2011). 

## Demografie
Componența etnică a satului Zalaszabar
     Maghiari (94,06%)
     Romi (3,15%)
     Germani (2,23%)
     Necunoscut (0,56%)
     Alții (0,56%)
Componența confesională a satului Zalaszabar
     Fără religie (2,63%)
     Necunoscută (96,14%)
     Alte religii (1,23%)
Conform recensământului din 2011, satul Zalaszabar avea 570 de locuitori. Din punct de vedere etnic, majoritatea locuitorilor (94,06%) erau maghiari, existând și minorități de romi (3,15%) și germani (2,23%). Apartenența etnică nu este cunoscută în cazul a 0,56% din locuitori. Nu există o religie majoritară, locuitorii fiind  și persoane fără religie (2,63%). Pentru 96,14% din locuitori nu este cunoscută apartenența confesională.